# Ле Гранд, Жемаль
Жемаль ле Гранд (нидерл. Jemal Le Grand; род. 30 июня 1994 года) — пловец из Арубы, участник Олимпийских игр 2012 года.

## Карьера
Во время Церемонии открытия Олимпиады-2012 был знаменосцем своей команды.
Занял 40 место по результатам предварительного круга в соревнованиях среди мужчин на 100 метров вольным стилем и не смог квалифицироваться в следующий этап.